# Kai Müller (botánico)
Kai F. Müller ( 1975 ) es un botánico, y taxónomo alemán, especializado en Scrophulariaceae. Desarrolla actividades académicas en la Universidad de Münster.
Obtuvo su doctorado por la Universidad de Bonn. Es director del Jardín Botánico de Münster.

## Algunas publicaciones
- s. Wicke, b. Schäferhoff, c.w. dePamphilis, k.f. Müller. 2014. Disproportional plastome-wide increase of substitution rates and relaxed purifying selection in genes of carnivorous Lentibulariaceae. Molecular Biology and Evolution 31: 529-545

- j. Röschenbleck, f. Albers, k.f. Müller, s. Weinl, j. Kudla. 2014. Phylogenetics, character evolution and a subgeneric revision of the genus Pelargonium (Geraniaceae). Phytotaxa 159: 31-76

- s. Wicke, k.f. Müller, c.w. dePamphilis, d. Quandt, n.j. Wickett, y. Zhang, s.s. Renner, g.m. Schneeweiss. 2013. Mechanisms of functional and physical genome reduction in photosynthetic and nonphotosynthetic parasitic plants of the broomrape family. The Plant Cell 25: 3711-3725

### Libros
- v. Knoop, k.f. Müller. 2008. Gene und Stammbäume: Ein Handbuch zur molekularen Phylogenetik. Spektrum Akademischer Verlag, 397 pp.

- -----------, --------------. 2006. Gene und Stammbäume. Ein Handbuch zur molekularen Phylogenetik. Spektrum Akademischer Verlag, 310 pp.
- La abreviatura «Kai Müll.» se emplea para indicar a Kai Müller como autoridad en la descripción y clasificación científica de los vegetales.[2]